# Аркадевка
Арка́девка (укр. Аркадівка) — село,
Аркадевский сельский совет,
Шевченковский район,
Харьковская область, Украина.
Код КОАТУУ — 6325781001. Население по переписи 2001 года составляет 501 (233/268 м/ж) человек.
Является административным центром Аркадевского сельского совета, в который, кроме того, входят сёла
Раздольное и
Никольское.

## Географическое положение
Село Аркадевка находится на берегу реки Великий Бурлук в месте впадения в неё реки Гусинка,
выше по течению на расстоянии в 3 км расположено село Раздольное,
ниже по течению на расстоянии в 2,5 км расположено село Горожановка.
На противоположном берегу реки Гусинка в 1,5 км — село Ивановка.
На расстоянии в 2,5 км расположено село Никольское.

## Происхождение названия
В некоторых документах село называют Аркадьевка.

## История
- Вблизи села Аркадевка обнаружены остатки поселения эпохи бронзы.
- 1653 — дата основания.

## Экономика
- Свинотоварная ферма.
- ООО «Харьковагро-2000».
- Фермерское хозяйство «Крейдянка».

## Объекты социальной сферы
- Школа.
- Дом культуры.
- Фельдшерско-акушерский пункт.

## Достопримечательности
- Братская могила советских воинов. Похоронено 85 воинов.